# Antille Olandesi ai XVI Giochi olimpici invernali
Le Antille Olandesi parteciparono ai XVI Giochi olimpici invernali, svoltisi ad Albertville, Francia, dall'8 al 23 febbraio 1992, con una delegazione di 2 atleti impegnati in una disciplina.